# فسفر تری‌کلرید
تری‌کلرید فسفر (به انگلیسی: Phosphorus trichloride) با فرمول شیمیایی PCl3 یک ترکیب شیمیایی با شناسه پاب‌کم 24387 است. که جرم مولی آن 137.33 g/mol می‌باشد. شکل ظاهری این ترکیب، مایع بی‌رنگ است و یک مولکول دو قطبی است که تراکم بیشتر الکترون های ظرفیت برروی اتم های کلر بوده که خاصیت نافلزی بیشتری دارند و در مدل فضا پر کن رنگ اتم‌های آن سرخ تر و با S- نشان می‌دهند.